# Szilágyi Márton (lelkész)
Szilágyi Márton (Berettyószentmárton, 1842. október 28. – Füzesgyarmat, 1900. október 21.) református lelkész.

## Élete
Szilágyi Mihály és Rázsó Mária szegénysorsú nemes szülők fia. Iskoláit Nagyváradon bevégezve, 1855 őszén a debreceni főiskola növendékei közé lépett, ahol a gimnáziumot és a teológiai tanfolyamot végezte. 1867 őszén a füzesgyarmati rektori állást foglalta el és ott 1871-ig működött. 1871-ben Gyomán nyert segédlelkészi alkalmazást; innét tíz hónap múlva Hajnal Ábel békési lelkész mellé rendelték segédlelkészül; de pár havi szolgálat után az ottani gimnáziumhoz ment tanárnak. Két év múlva a tanári állástól megválva, ismét Gyomán, majd Mezőtúron, végül másodízben Hajnal Ábel mellett segédlelkészkedett. Innét 1875. augusztus 22-én Debelliácsára (Torontál-Vásárhely), 1878. márciusban Csökmőre (Bihar megye) választatott meg rendes lelkésznek; 1885-től Füzesgyarmaton lelkész.
Cikkei a Debreczeni Protestáns Lapban (1876., 1885.), egyházi beszédei a Czelder Márton által szerkesztett Evang. Lelkészi Tárban (1881.) jelentek meg.

## Munkái
- Kibúcsúzó egyházi beszéd. (Rektori hivatalból). Debreczen, 1873.
- Újévi egyházi beszéd. Gyula, 1874.
- A füzesgyarmati ev. ref. egyház története. Debreczen, 1898. (Külön ny. a Debreczeni Prot. Lapból).
- Emlékbeszéd. Írta és elmondta Füzes-Gyarmaton 1899. márcz. 15. Kossuth Lajos életnagyságú arczképe leleplezésekor az új városháza tanácstermében. Gyoma, 1899.